# Prix Orizzonti du meilleur film
Le prix Orizzonti du meilleur film (premio Orizzonti al miglior film), qui se nommait prix Orizzonti jusqu'en 2009, est un prix attribué à la Mostra de Venise.

## Prix Orizzonti
| Année | Film                           | Réalisation      | Pays        |
| ----- | ------------------------------ | ---------------- | ----------- |
| 2004  | Les Petits-Fils                | Ilan Duran Cohen | France      |
| 2005  | À l'est du paradis             | Lech Kowalski    | France      |
| 2006  | Le dernier voyage du juge Feng | Liu Jie          | Chine       |
| 2007  | Autumn Ball (en)               | Veiko Õunpuu     | Estonie     |
| 2008  | Melancholia (en)               | Lav Diaz         | Philippines |
| 2009  | Clash (en)                     | Pepe Diokno      | Philippines |

## Prix Orizzonti du meilleur film
| Année | Film                                                          | Réalisation                 | Pays               |
| ----- | ------------------------------------------------------------- | --------------------------- | ------------------ |
| 2010  | Verano de Goliat                                              | Nicolás Pereda (en)         | Mexique            |
| 2011  | Kotoko                                                        | Shinya Tsukamoto            | Japon              |
| 2012  | Les Trois Sœurs du Yunnan                                     | Wang Bing                   | Chine              |
| 2013  | Eastern Boys                                                  | Robin Campillo              | France             |
| 2014  | Court                                                         | Chaitanya Tamhane           | Inde               |
| 2015  | Free in Deed (en)                                             | Jake Mahaffy                | États-Unis         |
| 2016  | Liberami                                                      | Federica Di Giacomo         | France et Italie   |
| 2017  | Nico, 1988                                                    | Susanna Nicchiarelli        | Belgique et Italie |
| 2018  | Manta Ray (Kraben Rahu)                                       | Phuttiphong Aroonpheng (en) | Thaïlande          |
| 2019  | Atlantis (Атлантида)                                          | Valentyn Vassianovytch      | Ukraine            |
| 2020  | The Wasteland (Dashte khamoush)                               | Ahmad Bahrami               | Iran               |
| 2021  | Piligrimai                                                    | Laurynas Bareiša            | Lituanie           |
| 2022  | World War III (Jang-e jahani sevom)                           | Houman Seyyedi              | Iran               |
| 2023  | L'Affaire Abel Trem (Magyarázat mindenre)                     | Gábor Reisz                 | Hongrie            |
| 2024  | Ce nouvel an qui n'est jamais arrivé (Anul Nou care n-a fost) | Bogdan Mureșanu             | Roumanie           |